# Типи
Типи е конусовидна индианска шатра, използвана от племената от Великите равнини, и (частично) от индианците от други културно-географски области на Северна Америка (Плато, Югозапад). Думата типи на езика лакота (сиу) означава жилище.

## История
Жилища с подобна конусовидна форма се срещат още през палеолита. Има несъмнено сходство в преносимите жилища на народите от Сибир и индианците от Северна Америка. Може са се предположи, че традицията на тези жилища е пренесена от Североизточна Азия при преселението на протоиндианците през Берингийската суша.
Съществува определен паралел между типито и някои конусовидни разновидности на вигвама на индианците от Субарктика и Горския културно-исторически регион.
Първоначалните обитатели на Великите равнини са малобройни. Те са предимно пеши ловци на бизони и единственото транспортно средство, което имат е кучешката травуа. Има сведения, че тогавашните типита са много по-малки от използваните през XVIII – XIX в. и чергилото е съставено от две отделни половини, които се прикрепят с връзки една към друга.

## Конструкция на типито
Типито се състои от скеле от пръти и покривало (чергило) изработвано предимно от бизонова кожа, а в редки случаи – от еленова. В края на XIX в. широко започнал да се употребява и брезент. Прътите (обикновено от 12 до 18 на брой, според големината на типито и конкретните племенни особености) се подреждат по специален начин под формата на конус и се завързват в горната си част. Първоначално се прави сглобка от 3 или 4 основни кола и върху тях се нареждат останалите. Този признак определя и някои разлики в конструкцията на самото типи и според него типитата се делят на триколни (използвани от сиукси, шайени, кайови и др.) и четириколни (използвани от чернокраките, кроу и др.). Върху тях се поставя покривалото, което има форма на голям полукръг. В горната част остава отвор за дима, който се регулира в зависимост от посоката на вятъра с две димови клапи, наричани обикновено „уши“.
Oт вътрешната страна между коловете се прокарва въже, на което на височина 1,40 – 1,70 м. се закачва втора, вътрешна стена, също ушита от кожа. В някои случаи под отвора за дима се опъва допълнителен заслон (на сиукски се нарича „озан“), който предпазва огнището и вътрешността на типито от проникване на вода при силен дъжд. Подът на типито се застила с кожи. Големината на типито е различна и варира според нуждите на даденото семейство и материалните му възможности. Диаметърът на основата е от 4 до 8 м. (обикновено 6 – 7 м.) и височина съответно от 3 до 6 м.